# 1721 en philosophie
Chronologie de la philosophie
- 1717
- 1718
- 1719
- 1720
- 1721
- 1722
- 1723
- 1724
- 1725

L’année 1721 a été marquée, en philosophie, par les événements suivants :

## Naissances
- 27 décembre à Franeker : François Hemsterhuis est un écrivain et philosophe néerlandais, mort le 7 juillet 1790 à La Haye. Il s’est particulièrement intéressé à l’esthétique et à la philosophie morale.

## Décès
- 26 janvier à Paris : Pierre-Daniel Huet, né à Caen le 8 février 1630, est un philosophe, théologien et érudit français. Il est évêque de Soissons, évêque d'Avranches et membre de l'Académie française. Etudiant brillant et prometteur, il fut à la fois un savant entreprenant, un théologien averti, un philosophe polémique, un mondain et surtout un grand exégète et apologiste des Ecritures. La Censura philosophiae cartesianae (1689), les Alnetanae Quaestiones (1690) ainsi que le Traité philosophique de la faiblesse de l’esprit humain (1723), font partie d’un large travail d’apologétique chrétienne, s’inscrivant dans un fidéisme faisant de la foi l’égale de la raison.